# Florian Staub
Florian Staub (Basilea, 1 de octubre de 1990) es un deportista suizo que compitió en esgrima, especialista en la modalidad de espada.
Ganó una medalla de bronce en el Campeonato Mundial de Esgrima de 2011 y dos medallas de oro en el Campeonato Europeo de Esgrima, en los años 2012 y 2013.

## Palmarés internacional
| Campeonato Mundial | Campeonato Mundial | Campeonato Mundial | Campeonato Mundial |
| Año                | Lugar              | Medalla            | Prueba             |
| ------------------ | ------------------ | ------------------ | ------------------ |
| 2011               | Catania (Italia)   | Medalla de bronce  | Espada por equipos |
| Campeonato Europeo |                    |                    |                    |
| Año                | Lugar              | Medalla            | Prueba             |
| 2012               | Legnano (Italia)   | Medalla de oro     | Espada por equipos |
| 2013               | Zagreb (Croacia)   | Medalla de oro     | Espada por equipos |